# Dinamică
Dinamica este o ramură a mecanicii clasice care se ocupă cu studiul mișcării corpurilor, în special cu efectul forțelor asupra mișcării corpurilor respective. Legile fundamentale ale dinamicii au fost formulate inițial de către Isaac Newton.
În mecanica cuantică, dinamica se ocupă cu studiul cuantificării forțelor, cum este în cazul electrodinamicii cuantice și cromodinamicii cuantice.

## Dezvoltarea domeniului
Dinamica este opera timpurilor moderne spre deosebire de statică care e opera cvasiexclusivă a vechilor greci. Elaborarea amplă a dinamicii necesită mijloacele fine ale analizei matematice care au fost dezvoltate pe parcursul ultimelor trei secole . 